# Aganippe (bron)
Aganippe (Oudgrieks Ἀγανίππη / Aganíppē) is de naam van een bron aan de voet van de Griekse berg Helikon bij Thespiae (Boeotië).
De bron zou inspiratie schenken aan dichters en volgens de Griekse mythologie geslagen zijn door de hoef van Pegasus. Hetzelfde wordt gezegd van de Hippocrene en de Pirene. De Aganippe was gewijd aan de muzen en zij worden daarom ook wel Aganippiden genoemd.
De nimf Aganippe, een van de Crinaeae (een soort waternimfen) en dochter van de riviergod Permessus, zou hier haar verblijf hebben gehad.
Een andere Aganippe, ook wel Eurydice van Argos geheten, was de moeder van Danaë bij Akrisios.

## Referentie
- art. Aganippe, in F. Lübker - trad. ed. J.D. Van Hoëvell, Classisch Woordenboek van Kunsten en Wetenschappen, Rotterdam, 1857, p. 30.